# Fundusz rewolwingowy
Fundusz rewolwingowy (ang. revolving fund, również fundusz odnawialny) – odnawialny fundusz ustanowiony w określonym celu, np. udzielania pożyczek, z zastrzeżeniem, że zwroty do funduszu mogą być wykorzystane na nowo tylko w tym samym celu.
Fundusze rewolwingowe są stosowane m.in. do realizacji inwestycji w ochronie środowiska i energetyce, w podnoszenie efektywności energetycznej lub do finansowania prosumenckich mikroinstalacji energii odnawialnej (wykorzystywanej głównie na własne potrzeby). Środki wykorzystane na inwestycje np. w postaci niskooprocentowanych pożyczek są odzyskiwane przez fundusz z oszczędności surowców (np. wody) czy energii lub produkcji energii odnawialnej.